# 関外余男
関 外余男（せき とよお、1902年（明治35年）1月3日 - 2000年（平成12年）11月8日）は、日本の内務官僚。官選埼玉県知事、陸軍司政長官。旧姓・乾。

## 経歴
石川県金沢市で乾芳久の五男として生まれ、関薫の養子となる。第四高等学校を首席で卒業。1924年11月、文官高等試験行政科試験に合格。1925年、東京帝国大学法学部を卒業。内務省に入省し千葉県属となる。
以後、愛媛県経済部長、福井県書記官・警察部長、対満事務局行政課長、徳島県書記官・総務部長、内務省監査官などを歴任。1942年8月、陸軍司政長官に発令され、第25軍軍政監部付（スマトラ島）として、ジャンビー州長官を1944年8月末まで務めた。
帰国後、内務省調査官、北陸行政協議会参事官、東海北陸行政協議会参事官、東海北陸地方総監府参事官を歴任。1945年8月、埼玉県知事に就任。戦後、公職追放の対象となることはなかったが、「世上進退を論議されながら、地方長官の重責を遂行することも適当とは思われない」との考えから、1946年1月、自ら辞表を提出して知事を退官した。
その後、神戸市助役、神戸市人事委員長、神戸工業監査役を務めた。

## 著作
- 『地方官二十年』関外余男、1967年。
- 『社会福祉の軌跡 : 私の中の歴史』兵庫県社会福祉協議会、1982年。
- 『老年随想』兵庫県社会福祉協議会、1982年。
- 『続 老年随想 : 八十過ぎ』兵庫県社会福祉協議会、1986年。
- 『超老年随想』兵庫県社会福祉協議会、1989年。
- 『続 超老年随想』兵庫県社会福祉協議会、1992年。